# 머리 챈들러
머리 그레이엄 챈들러(영어: Murray Graham Chandler, MNZM, 1960년 4월 4일 ~ )는 뉴질랜드의 체스 선수이다. 1980년대 초반 영국 시민권을 등록하였다.

## 서훈
- 2017년 뉴질랜드 공로 훈장 5등급(MNZM) 수훈[1]